# Білянська друга волость
Білянська друга волость — історична адміністративно-територіальна одиниця Ізюмського повіту Харківської губернії з центром у слободі Білянська.
Станом на 1885 рік складалася з 16 поселень, 13 сільських громад. Населення — 3672 особи (1861 чоловічої статі та 1811 — жіночої), 599 дворових господарств.
|                     | Площа, десятин | У тому числі орної, дес. |
| ------------------- | -------------- | ------------------------ |
| Сільських громад    | 2682           | 2584                     |
| Приватної власності | 13823          | 4444                     |
| Іншої власності     | 33             | 11                       |
| Загалом             | 16538          | 7039                     |

Основне поселення волості:
- Білянська — колишня власницька слобода при річці Біленька за 55 верст від повітового міста, 1136 осіб, 216 дворових господарств, православна церква, винокурний завод.